# Sylvester Gray
Sylvester DeWayne Gray (Millington, 8 luglio 1967) è un ex cestista statunitense.

## Carriera
È stato selezionato dai Miami Heat al secondo giro del Draft NBA 1988 (35ª scelta assoluta).

## Palmarès
- Campione USBL (1995)
- All-USBL Second Team (1995)
- USBL All-Rookie Team (1988)